# ویزا کارت
ویزا کارت (به انگلیسی: Visa) شرکت خدمات مالی چندملیتی آمریکایی است، که دفتر مرکزی آن در فوستر سیتی واقع در ایالت کالیفرنیا قرار دارد. این شرکت وظیفه ارائه تسهیلات برای مبادلات مالی الکترونیکی در سراسر جهان را برعهده دارد، که بیشتر توسط کارت‌های اعتباری و کارت‌های نقدی و با نشان تجاری ویزا انجام می‌شود.
ویزا کارت صادر نمی‌کند، اعتبار را افزایش نمی‌دهد یا نرخ و کارمزدی را برای مصرف‌کنندگان تعیین نمی‌کند. در عوض، ویزا محصولات پرداختی با برند ویزا را به مؤسسات مالی ارائه می‌کند که سپس از آنها برای ارائه برنامه‌های اعتباری، بدهی، پیش‌پرداخت و دسترسی نقدی به مشتریان خود استفاده می‌کنند. در سال ۲۰۱۵، گزارش نیلسون، انتشاراتی که صنعت کارت‌های اعتباری را ردیابی می‌کند، دریافت که شبکه جهانی ویزا (معروف به VisaNet) 100 میلیارد تراکنش را در طول سال ۲۰۱۴ با حجم کل ۶٫۸ تریلیون دلار پردازش کرده‌است.
ویزا در سال ۱۹۵۸ توسط بانک آمریکا (BofA) به عنوان برنامه کارت اعتباری BankAmericard تأسیس شد. در پاسخ به Master Charge رقیب (در حال حاضر Mastercard), BofA شروع به صدور مجوز برنامه BankAmericard به سایر موسسات مالی در سال ۱۹۶۶ کرد. در سال ۱۹۷۰، BofA کنترل مستقیم برنامه BankAmericard را رها کرد و با سایر بانک‌های صادرکننده BankAmericard همکاری ایجاد کرد تا مدیریت آن را بر عهده بگیرد. سپس در سال ۱۹۷۶ به ویزا تغییر نام داد.
تقریباً تمام تراکنش‌های ویزا در سرتاسر جهان از طریق VisaNet که مستقیماً در یکی از چهار مرکز داده امن، واقع در اشبرن، ویرجینیا پردازش می‌شوند. Highlands Ranch، کلرادو؛ لندن، انگلستان؛ و سنگاپور اداره می‌شود. این امکانات به شدت در برابر بلایای طبیعی، جنایت و تروریسم محافظت می‌شود. در صورت لزوم می‌توانند مستقل از یکدیگر و از ابزارهای خارجی کار کنند. و می‌تواند تا ۳۰۰۰۰ تراکنش همزمان و تا ۱۰۰ میلیارد محاسبات را در هر ثانیه انجام دهد.
ویزا دومین سازمان بزرگ پرداخت کارتی جهان (کارت‌های نقدی و اعتباری ترکیبی)، پس از پیشی گرفتن یونیون‌پی در سال ۲۰۱۵، بر اساس ارزش سالانه پرداخت‌های کارتی انجام‌شده و تعداد کارت‌های صادر شده‌است. با این حال، از آنجایی که اندازه UnionPay اساساً بر اساس اندازه بازار داخلی آن در چین است، ویزا همچنان به عنوان شرکت غالب کارت بانکی در بقیه جهان در نظر گرفته می‌شود، جایی که سهم بازار ۵۰٪ از کل پرداخت‌های کارت را در اختیار دارد.

## تاریخچه

لوگوی ویزا از سال ۱۹۵۸ تا سال ۲۰۰۶

در سپتامبر ۱۹۵۸ بنک آو آمریکا، برنامه کارت اعتباری بنک‌امریکارت خود را در فرسنو، کالیفرنیا با ارسال ۶۰٬۰۰۰ کارت اعتباری ناخواسته آغاز کرد. ایده اصلی، زاییده تفکرات اندیشکده بهبود محصولات بنک آو آمریکا، گروه پژوهش‌های مرکز خدمات مشتریان و رهبر آن جوزف پی. ویلیامز بود. ویلیامز توانست در سال ۱۹۵۶ مدیران اجرایی بنک آو آمریکا را متقاعد کند که به او اجازه دهند، که طرح خودش را پیاده کند و سرانجام این طرح تبدیل به نخستین ارسال موفق گروهی کارت‌های اعتباری ناخواسته با حجم بسیار شد. این کارت‌ها واقعاً کار می‌کردند و درخواست نامه‌های صرف نبودند.
ایده این برنامه و چاپ اولیه کارت‌های آن، برای ویلیامز مهم نبود، بلکه او موفقیت اصلی را در اجرای کامل سامانه‌های کارت چندمنظوره می‌دانست. در میانه دهه ۱۹۵۰ عده‌ای از افراد طبقه متوسط ایالات متحده آمریکا حساب‌های در گردش بسیاری افتتاح کرده بودند، که بسیار ناکارآمد و دشوار بود. چون آن‌ها همیشه مجبور بودند شمار بسیاری کارت را با خود حمل کرده و صورت حساب‌های مختلفی را در پایان هر ماه پرداخت کنند، بنابراین نیاز برای داشتن یک ابزار مالی یکپارچه از مدت‌ها پیش در ایالات متحده آمریکا به وضوح حس می‌شد، اما کسی نتوانسته بود راه انجام آن را پیدا کند، البته کارت‌های شارژ مانند دینرز کلاب وجود داشت، که پس از اتمام هر دوره عملیات، باید هزینه کامل پرداخت می‌شد، البته تلاش‌های بسیاری برای ایجاد کارت‌های چندمنظوره اعتباری صورت گرفته بود، اما به دلیل اینکه این تلاش‌ها از سوی بانک‌های کوچکی که منابع لازم برای این کار را نداشتند انجام می‌شد، نتایج رضایت‌بخشی نداشت.
ویلیامز و تیم کاری او، مطالعات بسیاری بر روی این شکست‌ها انجام داده بودند و ایمان داشتند که می‌توانند از تکرار اشتباهات آن بانک‌ها پرهیز کنند. آن‌ها همچنین نمونه‌های موفق این کارت‌ها را در فروشگاه‌های زنجیره‌ای بررسی کرده و دلایل موفقیت آن‌ها را پیدا کرده بودند. شهر فرزنو به دلیل داشتن جمعیت ۲۵۰ هزار نفری برای این کار انتخاب شد. جمعیتی که برای راه‌اندازی سامانه کارت اعتباری به اندازه کافی بزرگ و برای کنترل هزینه‌های اولیه، به اندازه کافی کوچک بود. دلایل دیگر انتخاب این شهر، سهم بازار بالای این بانک، در آنجا (حدود ۴۵٪ درصد) و انزوای نسبی مردم این شهر (برای جلوگیری از تخریب وجهه بانک در صورت شکست) بودند.
آزمایش اولیه با موفقیت پیش می‌رفت، تا جایی که بنک آو آمریکا با شایعاتی مبنی بر اینکه بانک دیگری قصد توزیع این کارت‌ها، در سانفرانسیسکو را دارد، روبه‌رو شد. چون سان‌فرانسیسکو بازار اصلی بنک آو آمریکا بود. این بانک به سرعت آغاز به گسترش سامانه کارت‌های اعتباری خود در این شهر کرد. پس توزیع کارت‌ها در ماه مارس سال ۱۹۵۹ در سان‌فرانسیسکو و ساکرامنتو آغاز شد و پس از لس‌آنجلس تقریباً همه ایالت، به وسیله ۲ میلیون کارت، پوشش داده شد. این کارت‌ها مورد تأیید ۲۰ هزار بازرگان بود؛ اما به تدریج مشکلاتی برای این برنامه پیش‌آمد. چون ویلیامز در رابطه با درست‌کاری مشتریان، بسیار خوشبین بود، تخمین ۴ درصدی او برای حساب‌های دارای تخلف به ۲۲ درصد رسید و اداره‌های پلیس آن ایالت، شاهد شمار بسیاری تخلفات و کلاهبرداری‌های مربوط به کارت اعتباری جدید بودند. بنک آو آمریکا به‌طور رسمی ۸٫۸ میلیون دلار، از توزیع این کارت‌ها زیان کرد، اما این زیان با احتساب هزینه‌های سربار و تبلیغات به ۲۰ میلیون دلار می‌رسید.
پس از تبرئه شدن ویلیامز و حامیانش، مدیران بانک به این نتیجه رسیدند، که این کارت‌ها قابل بازیابی هستند، بنابراین تلاش بسیاری در جهت احیای این سامانه کردند. آن‌ها بیش از ۳ میلیون نامه عذرخواهی برای مشتریان فرستاده و نسبت به کارایی بالاتر سامانه جدید خود، ابراز امیدواری کردند. هدف اصلی آن‌ها بازار کالیفرنیا بود، اما در سال ۱۹۶۵ آغاز به اعطای امتیاز این سامانه به بانک‌های دیگر، خارج از این ایالت کردند. طی ۱۱ سال، بانک‌های بسیاری این امتیاز را دریافت نمودند و شبکه بزرگی از این سامانه در سراسر ایالات متحده آمریکا شکل گرفت. در اواخر دهه ۱۹۶۰ اعطای امتیاز به بانک‌های سایر کشورها نیز آغاز شد.
در سال ۱۹۷۰ کنترل این کارت از عهده بنک آو آمریکا خارج شد و یک شرکت مستقل به نام ان‌بی‌آی برای مدیریت، گسترش و توسعه این سامانه تأسیس گردید. پس از چندی یک شرکت چندملیتی به نام ایبانکو برای مدیریت بین‌المللی این سامانه تشکیل شد. این شرکت به فکر یکپارچه کردن سامانه در همه کشورها بود و به همین دلیل، تمامی دارندگان این امتیاز را، در سال ۱۹۷۵ با یکدیگر متحد کرده و نام ویزا (Visa) را برای کارت‌ها انتخاب کرد. در اکتبر ۲۰۰۷ بنک آو امریکا اعلام کرد، قصد احیای برند «بانک‌آمریکارت» خود، با نام دیگری دارد. ویزا اکنون یک سامانه پرداخت جهانی است، که مشتریان، مؤسسات مالی و دولت‌ها را در بیش از ۲۰۰ کشور جهان، از طریق بانکداری الکترونیک به هم مرتبط می‌سازد.
در سال ۲۰۰۹ بیش از ۶۲ میلیارد تراکنش مالی از طریق این شرکت ویزا کارت، انجام شده که حجم مالی آن به ۴٫۴ تریلیون دلار می‌رسد. این عملیات، در سال ۲۰۱۲ درآمدی بالغ بر ۱۰٫۴۲۱ میلیارد دلار را برای ویزا دربرداشته‌است. در ژوئیه ۲۰۱۶ ویزا همکاری خود را با پی‌پل اعلام نمود. در پی اعلام این همکاری مشتریان پی پال می‌توانند از فروشگاه‌های فیزیکی نیز خرید انجام دهند و مشتریان ویزا در هنگام استفاده از خدمات پی پال کارمزدهای کمتری پرداخت می‌کنند.

## عملیات

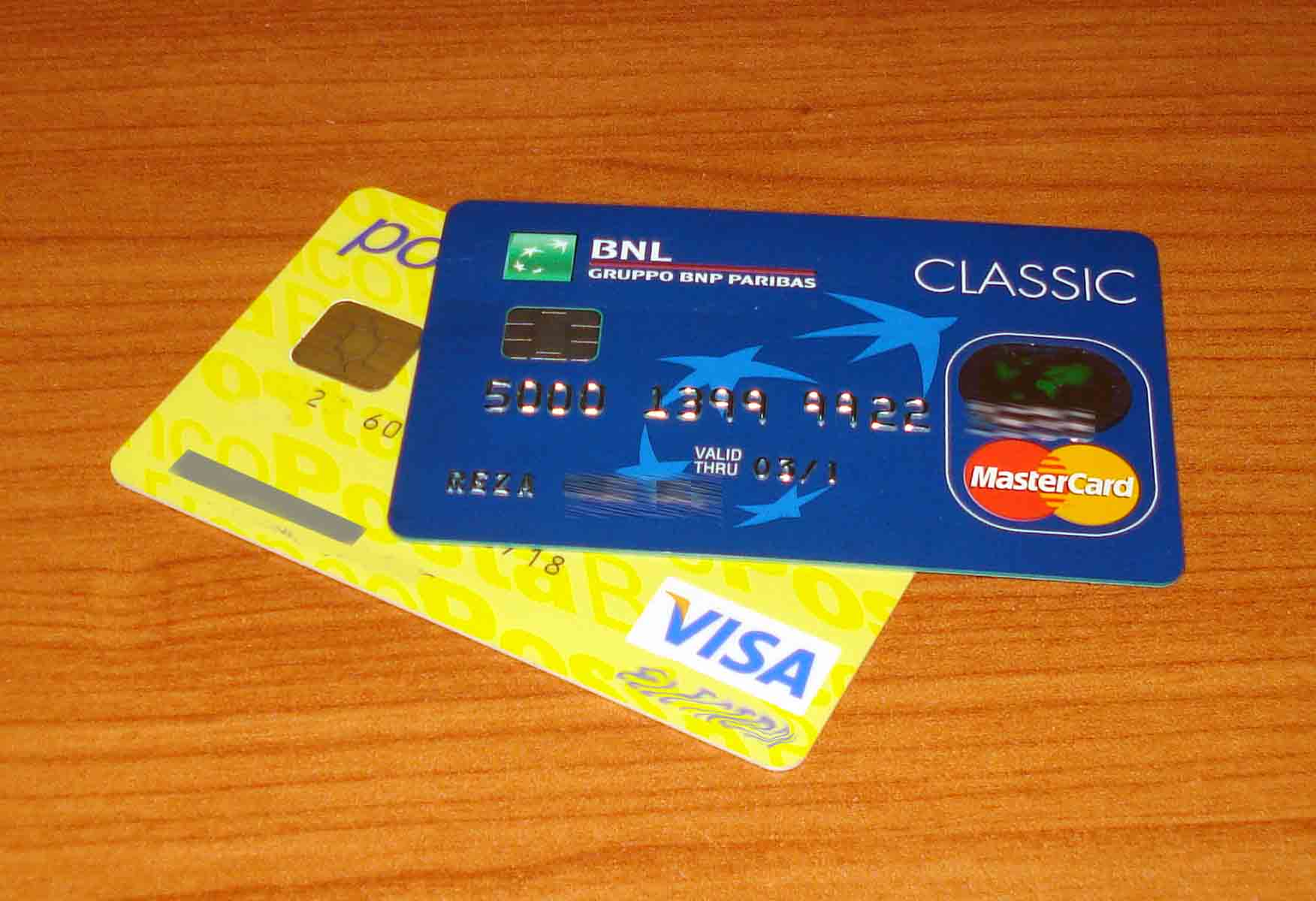
دو نمونه کارت اعتباری مربوط به مسترکارت و ویزا

از سال ۱۹۵۸ که این سامانه پرداخت فعالیت خود را آغاز نمود، به تدریج ارسال این کارت‌ها برای مشتریان، گسترش یافت. هم‌زمان کارت‌های دیگری نیز توسط موسسات دیگر توزیع می‌شدند. نیاز به یک سامانه یکپارچه احساس می‌شد. به تدریج چند کارت با هم وارد یک شبکه شدند. در دهه ۱۹۶۰ میلادی بنک‌امریکارت با نام‌های محلی، در برخی کشورهای دیگر نیز صادر می‌شد. به تدریج شبکه‌های گوناگونی که در کشورهای مختلف توزیع شده بود، بر اساس نیاز به یکپارچگی سامانه به یک شبکه پیوستند و در سال ۱۹۷۵ شبکه بین‌المللی ویزا تأسیس شد. امروزه شرکت ویزا کارت، خدمات خود را در سه بخش ارائه می‌نماید:
- کارت‌های نقدی
- کارت‌های اعتباری
- کارت‌های پیش‌پرداخت